# ديفيد جولد
ديفيد جولد (بالإنجليزية: David Gold)‏ هو لاعب كرة قدم بريطاني في مركز الوسط، ولد في 1993. لعب مع بيرويك راينجرز.